# Eteläinen
Eteläinen är en tätort (finska: taajama) i Tavastehus stad (kommun) i landskapet Egentliga Tavastland i Finland. Fram till år 2008 låg Eteläinen i Hauho kommun. Vid tätortsavgränsningen den 31 december 2021 hade Eteläinen 582 invånare och omfattade en landareal av 3,36 kvadratkilometer.